# Барселонский субдиалект
Барселонский субдиалект центральнокаталанского диалекта каталанского языка (кат. català barceloní) — субдиалект каталанского языка, на котором говорят в Барселоне и окрестностях города. Этот субдиалект является частью центральнокаталанского диалекта, который входит в общность восточных говоров каталанского языка.
Современный диалект города Альгеро, который расположен на острове Сардиния в Италии, происходит от барселонского субдиалекта.
Для обозначения барселонского говора употребляется сокращение «BCN»
В течение XX века из всех говоров каталанского языка барселонский субдиалект, возможно, больше всего пострадал от испанизации, поскольку наибольшая иммиграция испаноязычных среди всех каталонских земель шла именно в Барселону и близлежащие поселения. В Барселоне возникли довольно значительные группы каталаноязычных, речь которых содержит большое количество испанских слов, звуки, не характерные литературному каталанскому и т. п.

## Главные особенности

### Вокализм и консонантизм
Как и другие субдиалекты центральнокаталанского диалекта, в барселонском субдиалекте 8 гласных. Субдиалект отличается от других говоров центральнокаталанского диалекта:
- Чёткой разницей между открытым [ɔ] и закрытым [o];
- Чёткой разницей между открытым [ɛ] и закрытым [e];
- Тенденцией произносить звук [ɐ] вместо нейтрального [ə], что объясняется влиянием испанского языка в течение многих поколений барселонцев;
- Исчезновением начальной подударной гласной: déu вместо adéu, na вместо anar, ver вместо haver, особенно после слова «per»: per’qui, per’xo, per’bans;
- Исчезновение безударного гласного [ə] между взрывной согласной и r: b’renar вместо berenar, t’ronja вместо taronja, T’resa вместо Teresa;
- Отсутствие перехода безударного [o] в [u] в словах, которые являются сокращениями: foto ['foto], moto ['mo.to];
- Переход [e] в [ə] в буквосочетаниях «eo»: geòleg [ʒə'ɔlek];
- Отсутствие нейтрализации e в словах, заканчивающихся на -ase: classe ['kła.se], base ['ba.ze], fase ['fa.ze];
- Возникновение восходящих дифтонгов: família [fə'mi. łjə] вместо [fə'mi. łi.ə]

По консонантизму наблюдаются следующие различия:
- Соноризация (озвончение) ss в окончании -ssió: pressió [prə'zjo] вместо [prə.si’o], discussió [dis.ku’zjo] вместо [dis.ku.si’o];
- Тенденция к переходу [ʎ] в [j] или [i] (под влиянием испанского языка);
- Тенденция к переходу фонемы [ʤ] [ʧ]: metge ['me.ʧə], platja ['pla.ʧɐ];
- Произношение начального x как [ʧ] (кат. apitxament): xarop [ʧɐˈɾɔp], Xavier [ʧɐˈβje];
- Произношение x в буквосочетании ex как [dz] вместо литературного [gz]: edzèrcit вместо exèrcit, edzercici вместо exercici (также разговорные варианты eksèrcit, eixercit или ejèrcit)

### Лексика
В лексике носителями субдиалекта употребляются регионализмы:
- aleshores вместо llavors;
- be вместо xai;
- tomàquet вместо tomata («помидор»);
- brossa вместо escombraries («сумка»);
- глагольные формы инфинитива tindre, vindre, caldre вместо tenir, venir, caler («иметь», «приходить», «иметь потребность»);
- вульгаризмы tencar вместо tancar, halar вместо menjar («кушать»)

### Синтаксис
В синтаксисе употребляются такие специфические формы:
- В повелительном наклонении окончание -eixa, вместо нормативного -eix: serveixa, reuneixa;
- Формы vem и veu вместо vam/vàrem и vau/vàreu: vem fer, veu anar;
- Форма «hets» вместо «has»: «Com ho hets fet?» вместо «Com ho has fet?»;
- Герундий со вставным -g-: somriguent вместо somrient, poguent вместо podent;
- Некоторые нестандартные словоформы: coneixo вместо conec, apareixo вместо aparec, digue’m вместо digues-me, donc и dongui вместо dono и doni, aveure вместо haver-hi, sapigut вместо sabut, érets вместо eres, fagi вместо faci;
- Местоимение lis или els hi вместо els;
- Местоимения ens и us es произносятся как [ən.zə] и [u.zə] перед s: «ens e surt això», «Què us e sembla?»;
- Произношение [nən] местоимения en: N’en tens? (считается вульгаризмом);
- Отсутствие льезона для местоимения en: «ens en anem?» вместо «ens n’anem?»;
- Замена формами «-nos-en» и «-us-en» литературной формы «-se’n»: «anem-se’n a dutxar», «feu-se’n tantes com vulgueu»;
- В выражении «меня зовут», где употребляется глагол «dir», местоимение принимает полную форму: «Com te dius?» «Com me dic?» вместо нормативного «Com et dius?» «Com em dic?»;
- В качестве артиклей перед именами чаще всего используются el/la вместо нормативных en/la, которые являются основными в других районах, где говорят на центральнокаталанском диалекте